# 小野義徳
小野 義徳（おの よしのり、8月10日 - ）は、日本のゲームクリエイター。カプコン、ディライトワークス所属を経て株式会社ラセングル代表取締役社長。血液型O型。

## 経歴
1994年にカプコン入社。サウンド担当、アメコミ関係との交渉担当などを経てプロデューサーに。執行役員、eSports推進統括 副統括、CS第二開発統括 第二編成部長などを経て2020年4月にeSports Executive Producerに就任したが、同年8月にカプコンの退社を発表。翌9月に退社した。2021年5月よりディライトワークス代表取締役を務めた後、2022年2月1日よりラセングル代表取締役社長に就任。
『ストリートファイター X 鉄拳』のイベントでは春麗のコスプレをしたり、バンダイナムコゲームスの『TEKKEN 3D PRIME EDITION』スペシャル映像に出演するなど、ユニークな言動でも知られる。

## 主な作品
- マッスルボマー（GENESIS版）（サウンド担当）
- スーパーストリートファイターII -The New Challengers-（X68000版）（サウンド担当）
- ストリートファイターZERO（CPSチェンジャー版）（サウンド担当）
- ストリートファイター リアルバトル オン フィルム（サウンドコンポーザー）
- ロックマン バトル&チェイス（サウンドコンポーザー）
- ストリートファイターZERO3（サウンドマネージャー）
- クイズなないろDREAMS 虹色町の奇跡 ドラマアルバム（音楽）
- ストリートファイターIII 3rd STRIKE（サウンドマネージャー）
- ブレス オブ ファイアIV うつろわざるもの（オープニングFMVサウンドマネージャー）
- SPAWN In The Demon's Hand（サウンドプロモーション）
- 鬼武者（サウンドマネージャー）
- スタートリングアドベンチャーズ 空想3×大冒険（サウンド制作進行）
- ヘビーメタル ジオマトリックス（サウンドマネージャー）
- デビルメイクライ（サウンドデザインコーディネーション）
- 鬼武者2（アシスタントプロデューサー）
- カオス レギオン（プロデューサー）
- ジョジョの奇妙な冒険 黄金の旋風（サウンドマネージメントディレクター）
- 機動戦士ガンダム 連邦vs.ジオン（サウンドマネージメントディレクター）
- シャドウ オブ ローマ（プロデューサー）
- CAPCOM FIGHTING Jam（プロデューサー）
- 新 鬼武者 DAWN OF DREAMS（プロデューサー）
- モンスターハンター フロンティア オンライン（エグゼクティブプロデューサー）
- モンスターハンター フロンティアG（エグゼクティブプロデューサー）
- 史上最強の弟子ケンイチ 激闘!ラグナレク八拳豪（制作総指揮）
- タツノコ VS. CAPCOM（ゼネラルマネージャー）
- ストリートファイターIV（プロデューサー）
  - スーパーストリートファイターIV（プロデューサー）
  - スーパーストリートファイターIV アーケードエディション（プロデューサー）
  - スーパーストリートファイターIV 3D EDITION（プロデューサー）
  - ウルトラストリートファイターIV（エグゼクティブプロデューサー）
- ストリートファイター X 鉄拳（プロデューサー）
- PROJECT X ZONE（監修・協力）
- deepdown（エグゼクティブプロデューサー）
- 大乱闘スマッシュブラザーズ for Nintendo 3DS / Wii U（スペシャルコラボレーション）
- PROJECT X ZONE 2:BRAVE NEW WORLD（監修・協力）
- ストリートファイターIII 3rd STRIKE ONLINE EDITION（エグゼクティブプロデューサー）
- ヴァンパイア リザレクション（エグゼクティブプロデューサー）
- ストリートファイターV（エグゼクティブプロデューサー）
- ウルトラストリートファイターII ザ・ファイナルチャレンジャーズ（プロデューサー）
- マーベル VS. カプコン:インフィニット（エグゼクティブプロデューサー）
- Fate/Grand Order（エグゼクティブプロデューサー）

## 関連作品受賞歴
- 新 鬼武者DAWN OF DREAMS「Golden Reel Awards」最優秀賞受賞
- モンスターハンター フロンティア オンライン 2008年 Amazon PCゲーム部門1位
- モンスターハンター フロンティア オンライン 2009年 Amazon PCゲーム部門1位
- モンスターハンター フロンティア オンライン 2010年 Amazon PCゲーム部門1位
- モンスターハンター フロンティア オンライン 2008年 WebMoney Award BestGames賞（2009年以降はエントリーなし）
- モンスターハンター フロンティア オンライン Yahoo! JAPAN 5000万人が選ぶ！ネット番付2010決選投票！ 第10位
- モンスターハンター フロンティア オンライン ファミ通調べ、2010年ゲームソフト売り上げ XBOX360部門 第1位
- モンスターハンター フロンティア オンライン オンラインゲーム ネットカフェ稼働ランキング 第1位[10]
- 【Xbox360ダウンロード販売ランキング】『モンスターハンター フロンティアＧ』連続首位更新[11]
- deepdown 日本ゲーム大賞2013 フューチャー部門 受賞[12]
- Xbox Live 2013年オンラインゲームランキング プレイヤー数1位＆総プレイ時間1位[13]

## 関連人物
- 岡本吉起
- 原田勝弘
- 杉浦一徳